# NO ALCOHOL,NO LIFE
NO ALCOHOL,NO LIFE（ノーアルコール　ノーライフ）は、日本の3人組アルコールミュージックバンドである。
2006年に結成。略称および愛称は「ノンアル」。

## メンバー
| 名前        | 担当                                                        | 愛称                      | 誕生日   | 血液型 |
| ----------- | ----------------------------------------------------------- | ------------------------- | -------- | ------ |
| BLACK NIKKA | ボーカル ギター コーラス                                    | にっかちゃん ままにっか   | 4月27日  | O型    |
| VODKA       | ベース コーラス                                             | うぉっかさん うぉかーさん | 10月11日 | AB型   |
| 魔王        | ドラムス パーカッション コーラス ボーカル キーボード ギター | まおちゃん 代表取締役社長 | 8月2日   | A型    |

## 経歴

### 2006年
- 5月11日 - 酒の勢いで結成。
- 5月14日 - 初スタジオ練習にして「No Alcohol,No Life」完成。他、数曲の原形ができる。
- 5月20日 - スタジオ練習がGIGになる。梅酒ロックの歌詞を元に「GRO☆OVE!!」完成。
- 5月20日 - 「禁酒～The Last Night～」完成。
- 5月27日 - 「FUGU'IN GROOVE」完成。
- 6月8日 - 99PARTYの残暑と台湾の叔父を想い、「クマゼミ」完成。
- 7月2日 - BLACK NIKKAが日々の繰り返しに飽き、「NOME NOME'06」完成。
- 8月1日 - KUMAZEMIベストテイクREC。
- 8月14～15日 - KUMAZEMI CAMP。
- 8月26日 - 99PARTYの顔見せ飲みを試みるが、新顔が全員欠席。「一騎討ち」完成。
- 9月日 -9 1stアルバム『No Alcohol,No Life』発売。自主企画Event「ALCOHOLIC PARTY Vol.1」開催。
- 9月17日 - SONYオーディションに落選。
- 9月25日 - BLACK NIKKAが魔王をVODKAと呼び間違えて解散。しかし魔王がBLACK NIKKAを許し再結成、No Alcohol,No Life 第二期始動。「No "No Alcohol, No life", No Life」宣言。リーダーVODKAは新リーダーに昇格。
- 10月7日 - 初ラジオ出演を果たし、メディア進出への第一歩を踏み出す。
- 11月25日 - BLACK NIKKAが魔王の可愛さに憧れ、「ストロベリーミルク」完成。以後「ニッカちゃん」「ウォッカちゃん」「まおちゃん」の愛称を得るものの、「まおちゃん」のみ定着する。
- 12月18日 - VODKAがノロウィルスにかかり、「ノロ死ね」完成。
- 12月21日 - ZIMA企画Event「FREEDOM」に出演。

### 2007年
- 1月1日 - 新年なので解散するが、気持ちを新たに再結成しNo Alcohol,No Life 第三期始動。新年の夢を話し合った結果、「DREAM」完成。
- 1月17日 - とっくりを拾い、「壷」完成。
- 1月27日 - 自主企画Event「ALCOHOLIC PARTY Vol.2」開催。
- 2月10日 - FESTIVAL（ストリートライブ）に出演。クマゼミの演奏中あまりにテンションが上がってしまい、VODKAベースの一番太い弦を切る。BLACK NIKKAが嫉妬し弦を引きちぎる。これ以降ギターとベースの弦が合計6本になる。しかし翌日には自分たちの力不足を感じ、弦が10本に戻る。
- 3月27日 - ポニーキャニオンの書類オーディションに合格し、実技オーディションとしてバナナホールに出演。しかし、飲みすぎてメンバーは一切の記憶を失う。そして気付けばメジャーデビューの可能性も失う。
- 4月9日 - 有線の『野村義男のフレッシュミュージシャン』という番組で「GRO☆OVE!!」が放送される。
- 4月14日 - VODKAの思いつきで麻雀曲「チョイヤサー」完成。
- 4月18日 - VODKAと魔王が二人で飲んでいる時に最近お金の曲ばかり出来ていることに気付く。自分たちの不甲斐なさに涙が溢れ、いくつかの条例案が提案される。(1)ALCOHOL SONG制作　(2)１NEW SONG／１PARTY　(3)友達を作る　その後、BLACK NIKKAが合流し正式に採択される。―「ノンアル合意」―
- 5月12日 - 「自分たちで飲むだけでなく全員飲ませよう！」というコンセプトにより「からっぽ」完成。『へべれけ』イベントで飲ませ潰すことに成功。
- 6月9日 - BLACK NIKKA、お酒が好きすぎて「I LOVE ALCOHOL」完成。
- 6月23日 - 書類審査に敗者復活で通過し浪花音楽祭に出場するも、審査員のコメント中も飲み続ける事により呆れられ点さえ付けてもらえず落選。
- 8月8日 - 念願のフリーペーパー『VASH MAGAZINE』に掲載される。その配布記念イベントライブに出演したところ、フリーマガジン『JUNGLE★LIFE』に掲載される。
- 8月14日 - 「KUMAZEMI CAMP Vol.2」開催。BACK NIKKA「海の似合わない男No.1」に輝く。
- 9月15日 - 梅酒ロックが眠れる獅子となり、「ウーロンロック」に改名。
- 9月16日 - ポン酒ビールが第2代スタッフとなる。
- 9月20日 - VODKA、酒と金がもっと欲しくなり「俺たちに酒」完成。
- 9月28日 - 心斎橋RUIDO出演。PARTY中に勝手にホーム宣言を行う。嫌われたかと思いきや、店長から「伝説のバンド」と呼ばれる。以後、RUIDOがホームとなる。
- 11月28日 - ホームである心斎橋RUIDO出演。暫定No.1ファンあい子さん（仮名）の誕生日を祝うべく、ノンアル初のBIRTHDAY SONG「ずんぱっぱ」披露。
- 12月1日 - この日付で魔王が社長に社長に就任し、「代表取締役社長 魔王」完成。
- 12月7日 - BLACK NIKKAの居ない隙にVODKAと魔王が新曲を作る。しかし酒と鮭を間違え「シャケ」完成。とりあえずお蔵入りにしてみる。
- 12月15日 - 飲んだくれイベント「ARE YOU へべれけ？」出演。≪第一回GROOVE祭り≫開催。
- 12月22日 - 初の神戸STAR CLUB出演。≪第二回GROOVE祭り≫開催

### 2008年
- 1月1日 - リーダーVODKAから今年の目標「テレビ出演」が発表される。BLACK NIKKA、魔王がこれを認め、正式に採択される。―08.1.1ノンアル宣言―
- 1月12日 - 「ALCOHOLIC☆PARTY Vol.3～いつでも心はレインボー～」開催。NEW GOODS「NO DREAM,NO LIFE タオル」発売。
- 1月13日 - SANDY DOGS主催新年会に出演。ポンちゃんさらにタオルを売りさばく。
- 3月8日 - The Cellarにて初のBar Partyを行う。
- 3月15日 - 1st フルアルバム『名盤』リリース
- 3月15日 - 「ALCOHOLIC☆FANTASY vol.1」開催。レコ発記念ライブが初のワンマンライブとなる。
- 3月19日 - 神戸STAR CLUBにてALL NIGHT PARTYに出演。ステージ上で炎が上がりファイヤー演出の基礎を学ぶ。
- 4月27日 - TV埼玉の番組『お～でぃえんすV』に生出演。
- 5月5日 - ダイナマイトC企画スリーマンにオープニングナビゲーターとして出演。出演順を決めるという大役を任され、企画バンドのダイナマイトCを一バンド目に引き当てる。裏方が忙しくなる。
- 5月11日 - NO ALCOHOL,NO LIFE結成2周年。
- 5月17日 - SHINSAIBASHI VASHに出演。村越周司と対ワラ（バンドでいう対バン）ということで勝手にテーマソングを作り演奏する。「村越周司テーマソング（非公式）」完成。VODKAボーカルの持ち曲が増える。
- 5月25日 - 大阪城公園にて初FESTIVALを行う。BLACK NIKKAがフェス中にギターを真下に落とす。
- 5月30日 - 「めろつあーファイナル in 心斎橋RUIDO」に出演。
- 6月1日 - SHINSAIBASHI VASH 第10夜に出演。村越周司と再度対ワラを行う。村越周司テーマソング（非公式）を演奏したところ、村越本人に気に入られ公式ソングとなる。「村越周司テーマソング（非公式）」のタイトルが「村越周司公式テーマソング（非公式）」になる。
- 7月6日 - 神戸STAR CLUBにて初のオールナイトではないPARTYに出演。!wajero!との対バンを行う。
- 8月7日 - BLACK NIKKA＆魔王共同企画イベント「リーダークビまであと○日… vol.1」開催。VODKAがブログを書かないのであと1週間書かなければリーダーをクビにすることをブログ上で宣言する。
- 8月14日 - 「KUMAZEMI CAMP Vol.3」開催。
- 8月14日 - この日付でVODKAリーダーがVODKA観客へと降格。
- 8月30日 - 「ALCOHOLIC☆PARTY vol.4～大阪のDEEP SEA～」開催。
- 9月20日 - HosMP☆J企画無料イベント「THE☆赤字 毎度おおきに!!大盤振る舞い'08」に参加。
- 11月22日 - Vi-code周年イベントに出演。セーラー服おっさん「ほのかちゃん」と対バン。
- 12月20日 - 年末恒例「ARE YOU へべれけ？」に出演。ノンアルのみならず、全出演バンドがリハーサル前から飲み会を開始し、本番前に既にカオスになる。

### 2009年
- 3月30日 - パラッパラジオ収録。
- 4月11日 - ダイナマソニック春出演。
- 5月2日 - ダイナマHosMPと3マンPARTYに出演。NIGHTパレードという曲をベン次郎が作り、3バンドで演奏。茶番でVODKAがついにアフロを脱ぎ素顔で草薙を演じる。
- 5月10日 - 「ARE YOU へべれけ？」に出演。これがLASTへべれけとなり、まりおが東京へ旅立つ。まりおが寂しがる。
- 7月5日 - RUIDOでPARTY。HosMP☆Jの曲をアレンジし「若干SAKEシンドローム」として発表。
- 7月25日 - 「ALCOHOLIC☆PARTY vol.5～お客様は神様です～」開催。お客様ということでVODKAが全面に押し出されたフライヤーが全国各地に3,000枚配布される。
- 9月6日 - 城天フェスティバル。対バンのヴィジュアル系バンドにテンションが上がり、ファンと一緒に頭を振る。
- 9月19～20日 - 「KUMAZEMI☆CAMP～失われたくまぜみを捜し求めて～」開催。
- 10月22日 - アニーバーサリー出演。ダイナマあにたんの誕生日を祝い、新曲「あにーばーさりー」を披露。
- 11月7日 - Vi-codeの周年イベントに呼んでもらうが、メンバーが新型インフルエンザに罹患。なお、客のVODKAは元気に客として参加。
- 11月21日 - ノンアルがひれ酒（ALCOHORIC☆NAME）の結婚式2次会で演奏。意外と普通に好評を得る。
- 12月8日 - Affect解散PARTYに出演。トリ前に出演し空気を台無しにするも、Affectからは絶賛される。

### 2010年
- 1月5日 - RUIDO新年会。ノンアルがトリで出演。「ノンアルバカ売れ」という今年の目標が書初めで公表される。
- 1月9日 - 「ALCOHOLIC☆NABE☆PARTY vol.1」開催。
- 2月11日 - Vi-codeにてPARTY。この日、ノンアル史上初の動員記録を成し遂げる。
- 2月20日 - 前回の興奮が忘れられず「ALCOHOLIC☆NABE☆PARTY vol.2」開催。
- 4月3日 - ノンアル企画「お花見 in 服部緑地」開催。ダイナマイトCの「アニタン」が「アニタンさん」に昇格。
- 5月4～5日 - 「HARUZEMI☆CAMP vol.1」開催。
- 5月29日 - 「ALCOHOLIC☆PARTY vol.7」開催。ロゴミントの○ネザワが当日ドタキャン。4人中の2人（ドラム打ち込み、ボーカル天の声）という状態でロゴミント出演。ノンアルは新曲「可愛いあいつはウォッカさん」を初披露。
- 6月20日 - ダイナマイトCボーカル「トミーさん」のかっこよさに誘われて「トミーバーサリーin am HALL」出演。
- 8月12～13日 - 「KUMAZEMI☆CAMP～クマゼミ絶賛北上中～」開催。
- 9月11日 - 「ALCOHOLIC☆PARTY vol.8」開催。
- 10月18日 - 憧れのイベント「ザ・ゴザフェス」に出演。
- 10月31日 - ポリープタカシ主催「ポリープでき祭り」に出演。慣れないアコースティック形式。
- 11月20日 - 「ALCOHOLIC☆PARTY vol.9 ～7周年おめでとう。落ち込んだりもしたけれど、私は元気です～」開催。新曲「FUJIWARA-san」初披露。
- 12月27日 - モナリナ企画アニソンPARTYに出演。慣れないコピーに苦戦するが、「ロマンス～すごいよマサルさんVer.～」を披露。

### 2011年
- 1月18日 - OSAKA RUIDO出演。前回出来なかった新年会とまったく同じセットリストでPARTYに臨む。
- 1月22日 - 1st Full-Album『名盤に継ぐ名盤』リリース。発売記念ライブとして2回目のワンマンライブ「ALCOHOLIC☆FANTASY vol.2」開催。
- 2月16日 - OSAKA RUIDOにて「ザ・ゴザフェス」出演。幻の新曲「ござふぇす」と「HEAVEN」を披露。
- 4月16日 - 「ALCOHOLIC☆PARTY vol.11～BLACK NIKKA 43歳　厄年を越えて・・・～」開催。アルコール界のアイドル「まおちゃん」と、ダイナマイト界のアイドル「あにたん」によるアイドルユニット『あにまお』が誕生する。
- 7月2日 - 「ALCOHOLIC☆PARTY vol.12～アツいぜ！ナツいぜ！みっくすだにゃー！！～」開催。新曲「アツいぜ！ナツいぜ！みっくすだにゃー！」を披露し、愛猫の可愛さを全力でアピールする。
- 7月23日 - ピンク・バロン主催「こうでNIGHT♪」に連続出演。
- 8月8日 - 久しぶりのVASHイベントで心斎橋クアトロに出演。横長のホール内をDREAM$で駆け抜ける。
- 10月4日 - ダイナマイトCのスーパーリーダーケンジのバースデーイベント＠RUIDOに出演。
- 11月12日 - 「ALCOHOLIC☆PARTY vol.13～ボジョレー解禁が待ちきれなくて・・・～」開催。ユニット「たか☆ぽん」誕生。
- 12月3日 - VODKAが生涯の伴侶を見つける。
- 12月25日 - ロゴミント×ノンアル共同主催「油田はココだ！vol.1@アトランティクス」開催。新曲となるテーマソング「油田はココだ！」を披露。

### 2012年
- 1月3日 - RUIDO新年会出演。「めろでぃあん」や「The Tam Tams」の猛攻を抑えて、3年連続大トリを務める。
- 4月21日 - 「ALCOHOLIC☆PARTY vol.14～ALCOHOLIC WEDDING vol.1 BLACK NIKKA（44歳）春、初婚～」開催。BLACK NIKKA（44歳）と魔王（10万30歳）の結婚式を盛大に開催する。
- 6月4〜5日 - スタッフのぽんちゃんが産休＆育休に入る。ノンアルの福利厚生制度が確立する。
- 7月21日 - 「ALCOHOLIC☆PARTY vol.15～お酒に纏わるエトセトラ～」開催。飲み疲れて眠る魔王を見て「飲み疲れて眠る君に」完成。
- 8月14～15日 - 「KUMAZEMI☆CAMP～そろそろ海でもクマゼミを見つけちゃうんじゃないか？2～」開催。
- 11月17日 - 「ALCOHOLIC☆PARTY vol.16 ～ボジョボジョボレ―ヌーボー解禁で開催～」開催。

### 2013年
- 1月7日 - RUIDO新年会出演。昨年の反省を生かし、楽器を持参せず全曲カラオケ＆ダンスで出演。移動は楽だったが、本番は逆にハードワークなことにステージ上で気付く。
- 2月22～25日 - ノンアル東京ツアー。HOP BANK、SpAと共に2Days講演を行う。
- 8月17～18日 - KUMAZEMI☆CAMP」開催。
- 11月9日 - ピンクバロン主催「こうでナイト♪」出演。

### 2014年
- 2月21日 - 公式HPリニューアル。
- 2月22日 - 『酒と肴と仲間と名盤』発売。「ALCOHOLIC☆FANTASY vol.3～二度あることは三度ある～」開催。ノンアルタオル第二弾（ライトグリーン）発売開始。
- 4月22日 - いつどこラジオ放送開始。ただの飲み会を放送するという暴挙が始まる。
- 6月16日 - VODKAの長女「ぴーちゃん」誕生。
- 7月19～20日 - KUMAZEMI☆CAMP開催。いつどこRadio初ロケに成功。良い夏の音が録れる。
- 10月22日 - SpAあにたん「アニーバーサリー in RUIDO」出演。何となく始めたキュートンが大流行の兆しを見せる。
- 11月8日 - 「ALCOHOLIC☆PARTY vol.17 ～香り松茸、味しめじ、よって勝者はエリンギ～」開催。来場者全員にエリンギを振る舞う。

### 2015年
- 1月11日 - 初のいつどこ企画PARTYとして、ライブ録音を行う。ゲストに東京からHopBankを迎え、とても酒が進み盛り上がる。しかし、録音していたSpAれすぽんの激務によりラジオのオンエアは半年以上先になる。
- 1月12日 - RUIDO新年会出演。上野さんとしばしの別れ、上野チルドレンとして悲しみにふける。
- 4月11日 - 久しぶりのVi‐codeブッキングライブに出演。
- 10月10日 - 日本酒の聖地「西条」にて西条酒まつりに出演。5000人の居酒屋会場で最大観客数を更新。
- 10月11日 - 引き続き西条酒まつりにて酒蔵「山陽鶴」のステージに出演。ステージドリンクのワインボトルが日本酒ボトルに変わる。
- 11月15日 - 劇団ぺったんの誘いにより、WAXXに初出演。初出演にも関わらず、ドリンクカウンターに魔王（焼酎）が用意されていて、魔王（まおちゃん）一同感激する。
- 11月21日 - 「ALCOHOLIC☆PARTY vol.18 ～ボジョり、ボジョられ、ボジョボジョれ～」開催。出演決定していた盟友SpAにイベント自体を忘れられる。

### 2016年
- 1月5日 - RUIDO新年会出演。BLACK NIKKA二度目の泥酔により演奏せず、来年は楽器を持っていかないことを決意する。
- 2月28日 - BLACK NIKKA主催「美食會vol.1 ブルジョワ鍋～あんこう編～」開催。あん肝の旨さに一同感動する。
- 4月23日 - かつおの遊び場出演。新曲「いつか」「酒呑み音頭」2曲同時初披露。
- 5月14日 - 「ALCOHOLIC☆FANTASY vol.4～桃栗三年、酒十年～」開催。初の茶番集『茶番中の茶番』完成。